# هری گیزه
هری گیزه (آلمانی: Harry Giese; ۲ مارس ۱۹۰۳ – ۲۰ ژانویهٔ ۱۹۹۱) بازیگر تئاتر، بازیگر سینما و صدا پیشه اهل آلمان بود.
از فیلم‌ها یا برنامه‌های تلویزیونی که وی در آن نقش داشته‌است می‌توان به یهودی ابدی اشاره کرد.